# Маролдсвајсах
Маролдсвајсах (њем. Maroldsweisach) град је у њемачкој савезној држави Баварска. Једно је од 26 општинских средишта округа Хасберге. Према процјени из 2010. у граду је живјело 3.635 становника. Посједује регионалну шифру (AGS) 9674171.

## Географски и демографски подаци
Маролдсвајсах се налази у савезној држави Баварска у округу Хасберге. Град се налази на надморској висини од 334 метра. Површина општине износи 71,9 km². У самом граду је, према процјени из 2010. године, живјело 3.635 становника. Просјечна густина становништва износи 51 становника/km².